# 都留仙次
都留 仙次（つる せんじ、1884年1月20日 - 1964年1月20日）は、日本の神学者、牧師、明治学院院長。

## 経歴
都留音平の息子として大分県宇佐郡宇佐町（現・宇佐市）に生まれる。長崎市のアメリカ・オランダ改革派教会系のミッションスクールの東山学院で学び、一致長崎教会で瀬川浅から洗礼を受ける。
明治学院高等部、神学部で学び井深梶之助、熊野雄七らの影響を受け、1907年に卒業する。スコットランドのオーボルン神学校に留学し、旧約学を学ぶ。1911年に帰国し、明治学院で旧約学を教えた。1913年、按手礼を受けて牧師になる。
1921年から4年間明治学院高等部長を兼任する。関東大震災の時に2名の朝鮮人学生をかくまう。1926年より日本基督教会麹町教会の牧師に就任する。
1940年、フェリス女学院長になる。戦時中は麹町教会を松尾武が牧会するが、空襲で焼失し、松尾が疎開し辞任すると、都留が代務者として麹町教会を再建する。1952年には高輪教会に合併して、麹町教会は消滅する。
1949年、米国のオーク大学より名誉神学博士号を授与される。1949年、口語訳聖書の翻訳のためにフェリス女学院院長を辞任して、口語訳改訳委員長になる。日本聖書協会総主事都田恒太郎らと共に翻訳に取り組み、1955年に口語訳の完成を見る。
1957年より明治学院第6代目院長に就任する。

## 著書
- 『旧約序説』
- 『モーゼの五書』
- 『預言者と其教訓』